# Ptyctolaemus collicristatus
Espèce
Ptyctolaemus collicristatus est une espèce de sauriens de la famille des Agamidae.

## Répartition
Cette espèce est endémique de l'État Chin en Birmanie. 

## Publication originale
- Schulte, Vindum, Win, Thin, Lwin & Shein, 2004 : Phylogenetic relationships of the genus Ptyctolaemus (Squamata: Agamidae), with a description of a new species from Chin Hills of Western Myanmar. Proceedings of the California Academy of Sciences, vol. 55, no 12, p. 222-247 (texte intégral).